# Stumpfkantige Hundsrauke
Die Stumpfkantige Hundsrauke (Erucastrum nasturtiifolium), auch Brunnenkressenblättrige Hundsrauke oder Brunnenkressenblättrige Rampe genannt, ist eine Pflanzenart aus der Gattung der Hundsrauken (Erucastrum) innerhalb der Familie der Kreuzblütengewächse (Brassicaceae). Die Unterarten sind in weiten Teilen Europas verbreitet.

## Beschreibung

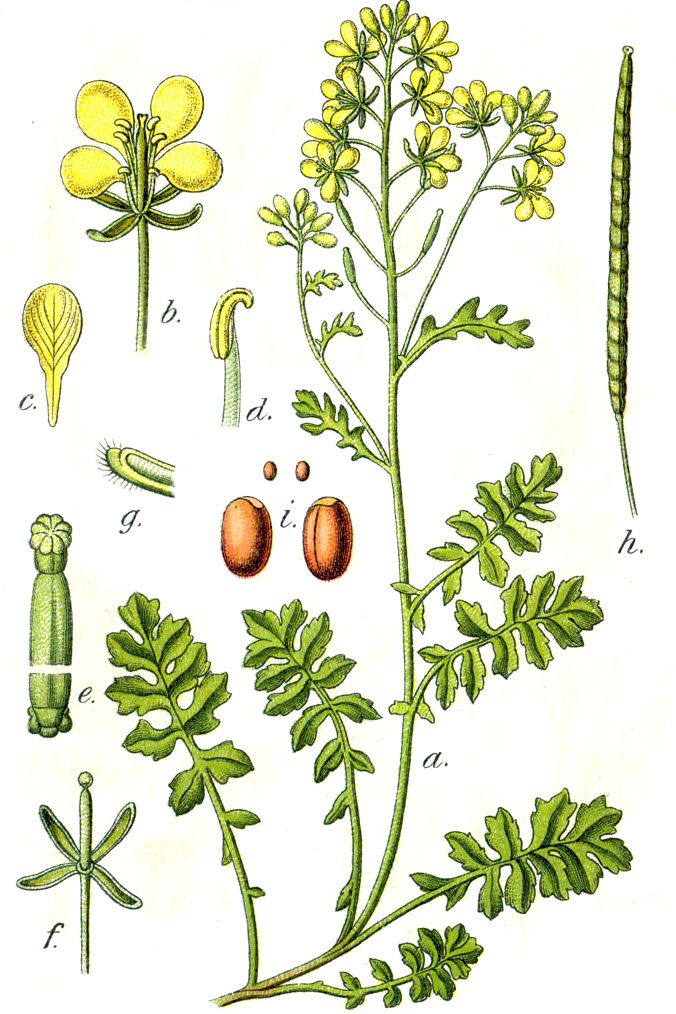
Illustration

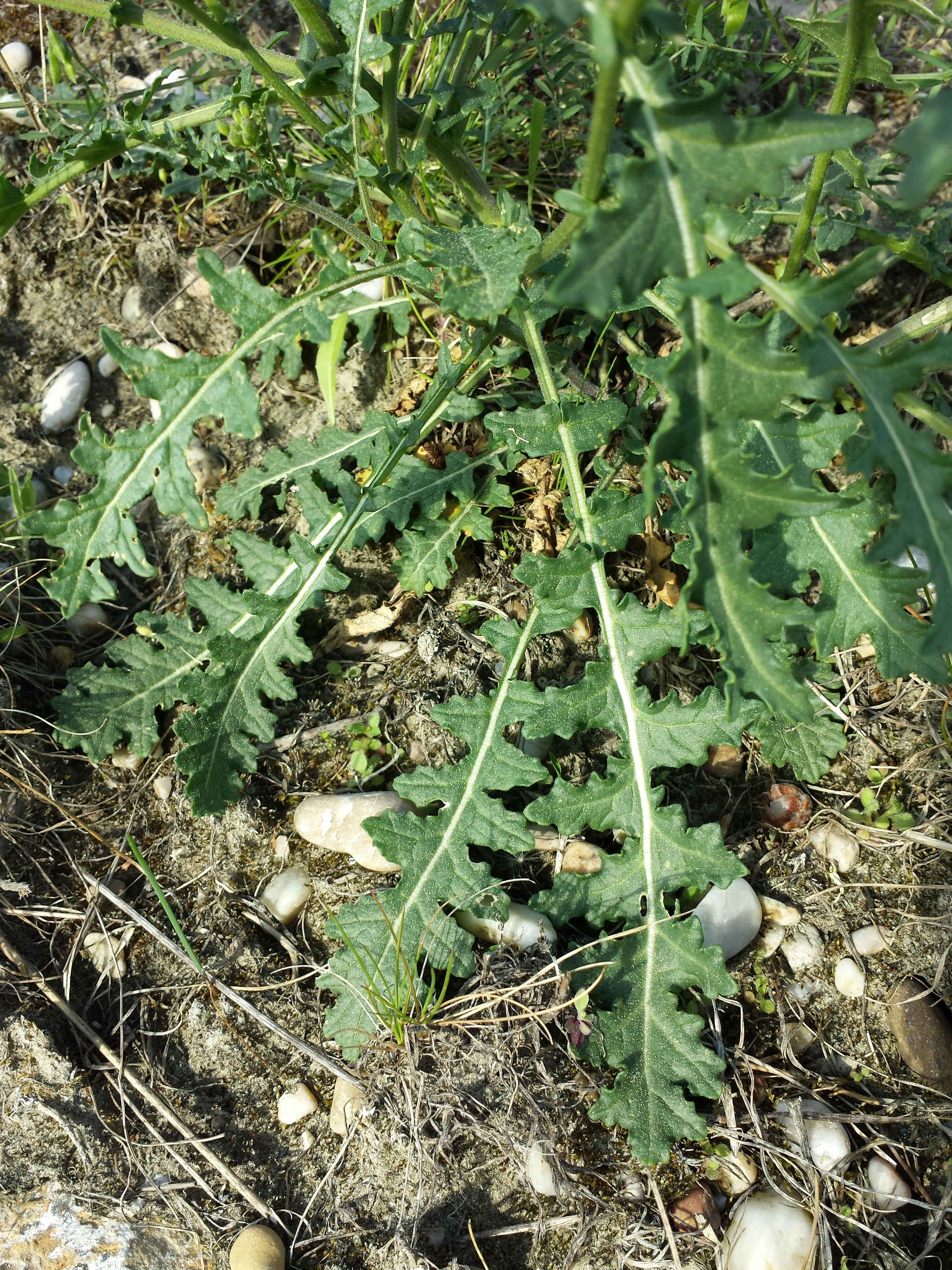
Blätter

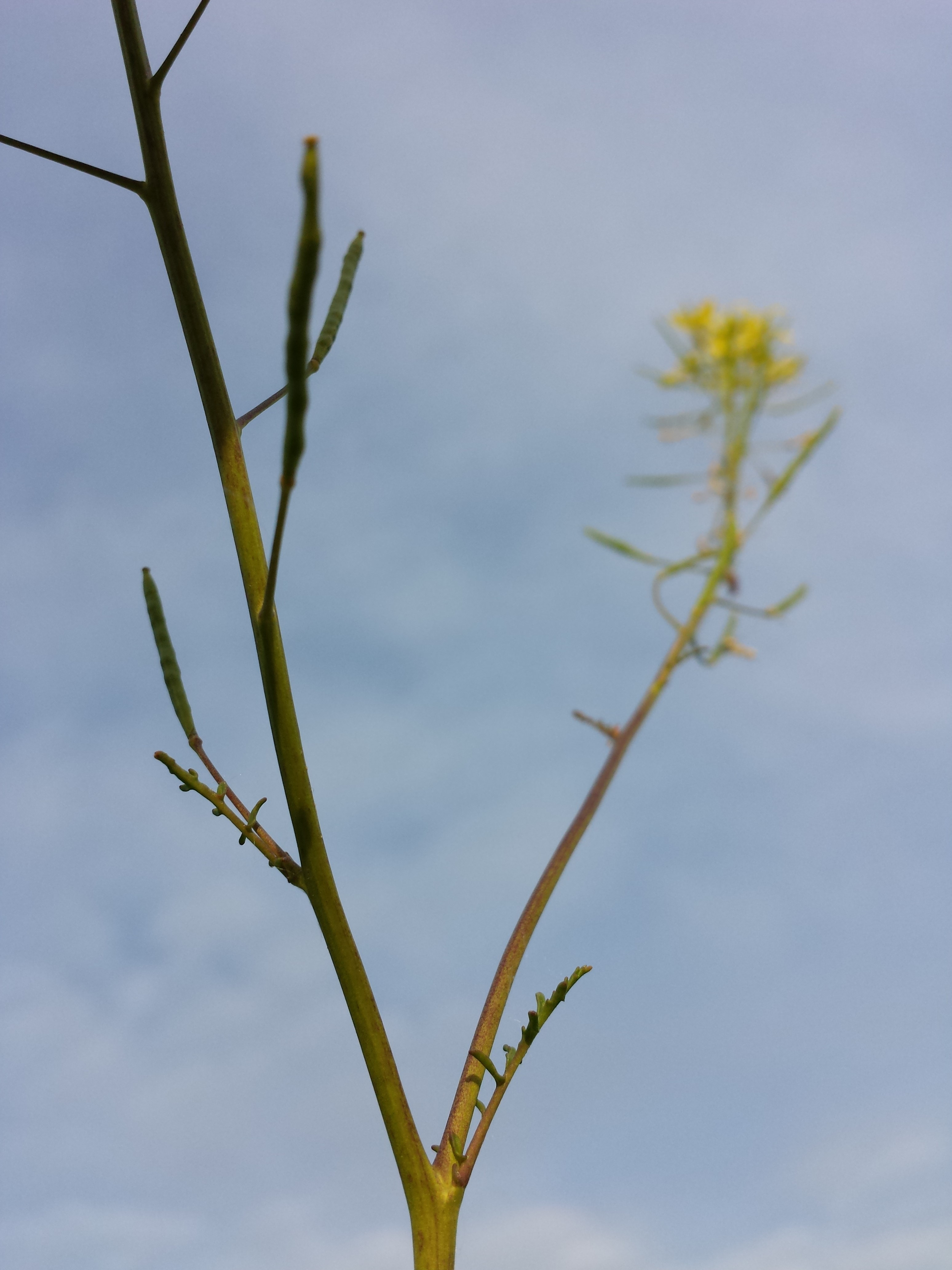
Blüten-/Fruchtstand, die Frucht links weist ein Deckblatt auf

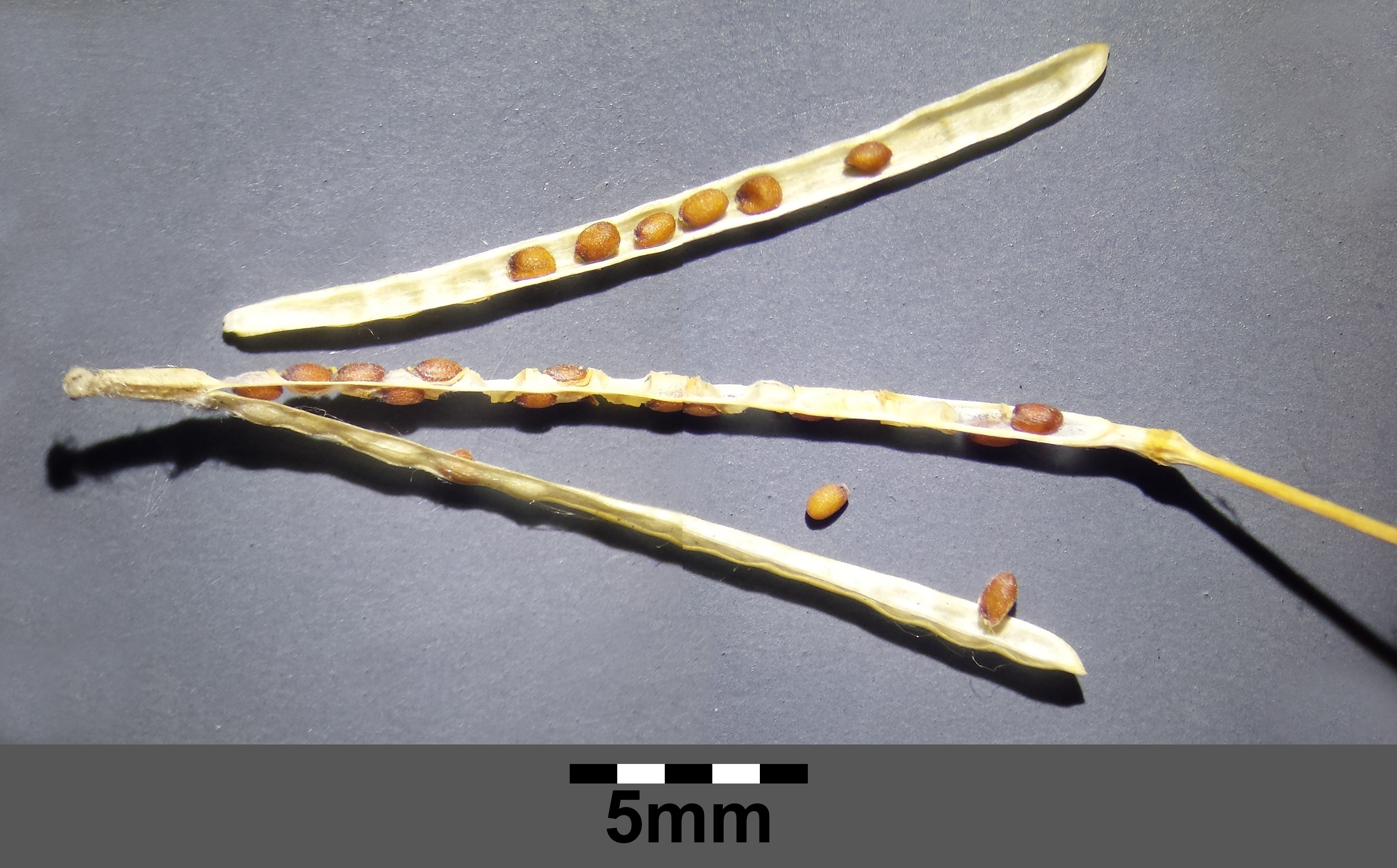
Reife Schote mit Samen

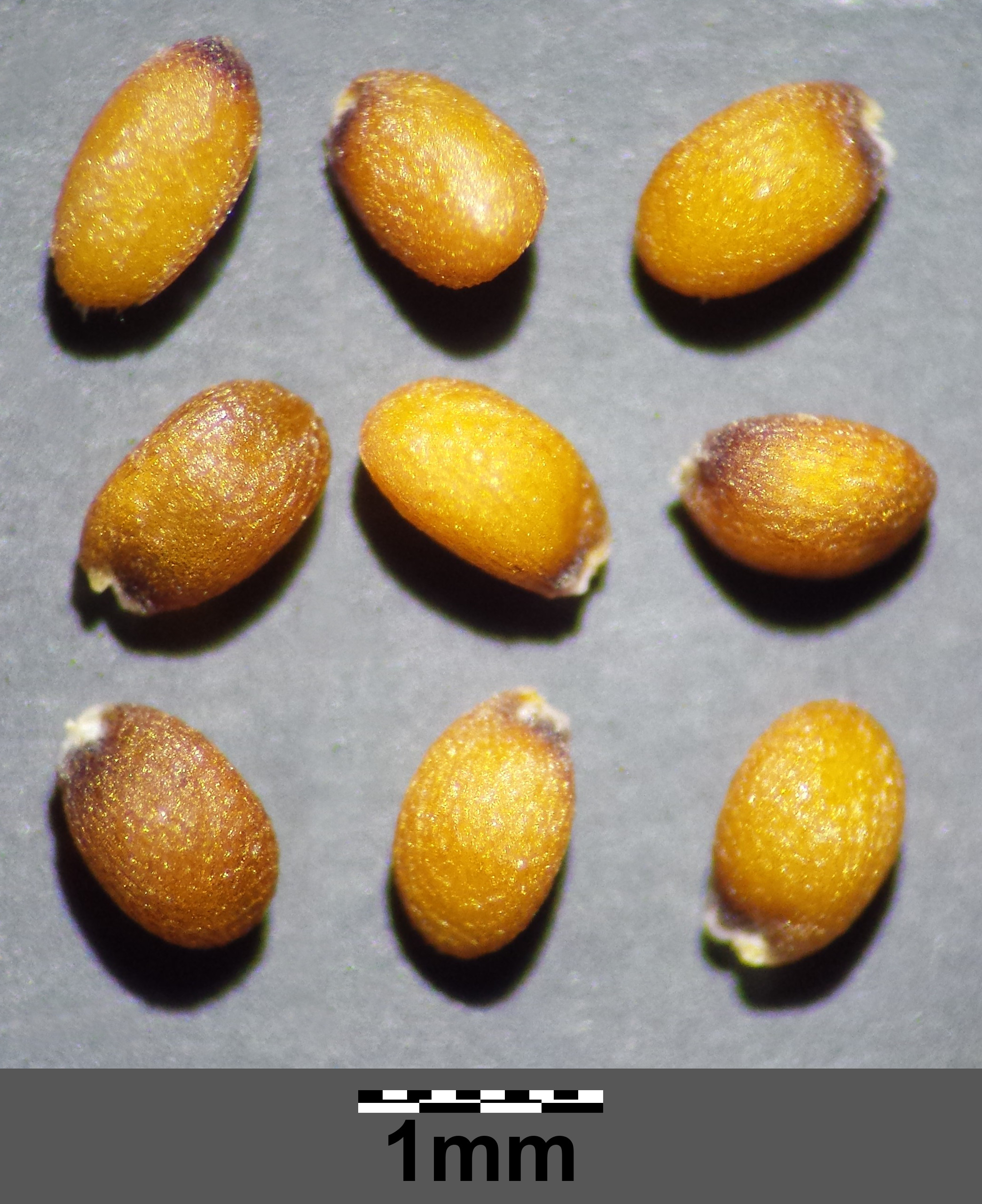
Samen

### Vegetative Merkmale
Die Stumpfkantige Hundsrauke ist eine überwinternd grüne, ein- oder zweijährige (immer hapaxanthe Pflanze) krautige Pflanze, die Wuchshöhen von 30 bis 80 Zentimeter erreicht. Der Stängel ist aufrecht, kantig-gefurcht, am Grunde behaart und verzweigt. Die grundständigen Blätter sind gestielt.  Die Laubblätter sind fiederteilig oder leierförmig fiederteilig mit jederseits vier bis acht Blattabschnitten. Sei sind im Durchschnitt 10 bis 15 Zentimeter lang und 4 bis 6 Zentimeter breit. Sie erinnern in ihrer Form auffallend dem Jakobs-Greiskraut (Jacobaea vulgaris). Die Blattabschnitte sind grob buchtig gezähnt bis stumpf gelappt, selten fast ganzrandig und am Grund meist durch eine auffallend vorspringendes Läppchen rückwärts geöhrt. Das unterste Paar der Blattfiedern ist meist abwärts gerichtet und den Stängel öhrchenartig umfassend. Die oberen Stängelblätter nehmen allmählich an Größe und Zerteilung ab.

### Generative Merkmale
Die Blütezeit erstreckt sich von April bis August (in Deutschland von Mai bis August). In einem anfangs schirmtraubigen, später durch deutliche Streckung der Blütenstandsachse bis zur Fruchtreife, traubigen Blütenstand stehen viele Blüten zusammen. Im Blütenstand sind keine bzw. nur bei den untersten ein bis drei Blüten Deckblätter vorhanden. Die Blütenstiele sind kahl und etwa 5 bis 12 Millimeter lang. Die zwittrigen Blüten sind vierzählig. Die vier Kelchblätter sind behaart, 4 bis 8 Millimeter lang, länglich elliptisch und stehen fast waagrecht ab. Die vier sattgelben Kronblätter sind 8 bis 15 Millimeter lang, 3 bis 5,5 Millimeter breit und am Grund plötzlich in einen schlanken Nagel zusammengezogen. Die Staubbeutel sind 2 bis 2,5 Millimeter lang und zuletzt am Grund und an der Spitze stark spiralig auswärts gebogen. Die Fruchtstiele sind 8 bis 16 Millimeter lang. Die Schoten sind 25 bis 50 Millimeter lang und 1,5 Millimeter breit.  Der Fruchtschnabel ist 3 bis 4 Millimeter lang und kaum abgesetzt von der übrigen Frucht, die ein bis zwei Samen enthält. Die Samen sind länglich eiförmig bis eiförmig, etwa 1,3 Millimeter lang und 0,6 bis 0,75 Millimeter breit, etwas zusammengedrückt, braunrötlich und glatt.
Die Chromosomengrundzahl beträgt x = 8; es gibt (Ploidiegrade) diploide und tretraplodie Bestände, also 2n = 16 und 32.

## Ökologie
Bei der Stumpfkantigen Hundsrauke handelt es sich um einen Hemikryptophyten oder Therophyten und Halbrosettenpflanze.
Blütenökologisch handelt es sich um Scheibenblüten mit offenem Nektar. Die Bestäubung erfolgt durch Insekten, vor allem durch Bienen.
Reife Früchte sind ab Juni zu finden. Diasporen sind die Samen. Die Samen werden am Bodensee vor der sommerlichen Überschwemmung reif und keimen im Herbst aus. Die Reihen der Blattrosetten zeigen dann den Hochwasserstand des vergangenen Sommers an.

## Vorkommen
Die Stumpfkantige Hundsrauke ist ursprünglich wohl ein südwesteuropäisches Florenelement. Das natürliche Verbreitungsgebiet der Unterart Erucastrum nasturtiifolium subsp. nasturtiifolium erstreckt sich nach Norden bis England, ins nördliche Frankreich und Süddeutschland, nach Osten südlich der Alpen, Italien bis nach Slowenien und Ungarn. Sie kommt wohl nicht ursprünglich in Österreich und der ehemaligen Tschechoslowakei, im ehemaligen Jugoslawien, Polen, Rumänien, Ukraine sowie im europäischen Teil Russlands vor. In Mitteleuropa findet man sie sehr selten am Oberrhein, am Bodensee, am Neuenburger- und am Genfersee, am Alpensüdfuß und im Wiener Becken; vereinzelt tritt sie in Franken und im Alpenvorland auf.
Die Stumpfkantige Hundsrauke kommt in Deutschland ziemlich selten in der südlichen Oberrheinebenesowie am Bodensee vor; Einzelfunde gibt es im zentralen Baden-Württemberg, Allgäu, in der nördlichen Fränkischen Alb sowie in der Pfalz. In den Allgäuer Alpen steigt sie am Hirschberg in Vorarlberg bis in eine Höhenlage von 1400 Metern auf. Im Simplon-Gebiet kommt sie bis in eine Höhenlage von 2500 Metern vor.
Es gab Funde im nördlichen Thüringen, in Sachsen-Anhalt sowie in Nordrhein-Westfalen. Sie gilt für Deutschland und Baden-Württemberg als „nicht gefährdet“, sie ist in Bayern „stark gefährdet“ und in Hamburg unbeständig.
Die Stumpfkantige Hundsrauke besiedelt sandige oder kiesige Uferstreifen an Seen und Flüssen. Sie braucht in Mitteleuropa feuchte, nasse, steinige, nährstoffreiche Böden. Sie ist eine Charakterart des Verbands Epilobion fleischeri, kommt aber anderswo wie am Bodensee zusammen mit der Winterkresse (Barbarea vulgaris) und dem Weißen Straußgras (Agrostis stolonifera) in Gesellschaften des Verbands Agropyro-Rumicion vor.
Die Zeigerwerte nach Ellenberg sind: Lichtzahl L8 = Halblicht- bis Volllichtpflanze, Temperaturzahl T6 = Mäßigwärme- bis Wärmezeiger, Kontinentalitätszahl K2 = ozeanisch Seeklima zeigend, Feuchtezahl/Feuchtewechsel F6u = Frische- bis Feuchtezeiger sowie Überschwemmungszeiger, Reaktionszahl R8 =Schwachbasen- bis Basenzeiger/Kalkzeiger, Stickstoffzahl N3 = auf stickstoffarmen Standorte häufiger, Salzzahl S0 = nicht salzertragend, Schwermetallresistenz = nicht schwermetallresistent.
Die ökologischen Zeigerwerte nach Landolt et al. 2010 sind in der Schweiz: Feuchtezahl F = 3+w+ (feucht aber stark wechselnd), Lichtzahl L = 4 (hell), Reaktionszahl R = 4 (neutral bis basisch), Temperaturzahl T = 3+ (unter-montan und ober-kollin), Nährstoffzahl N = 3 (mäßig nährstoffarm bis mäßig nährstoffreich), Kontinentalitätszahl K = 4 (subkontinental).

## Systematik
Die Erstveröffentlichung erfolgte 1797 unter dem Namen (Basionym) Sinapis nasturtiifolia durch Jean Louis Marie Poiret in Jean-Baptiste de Lamarck in Encyclopedie Methodique. Botanique ..., Band 4, S. 346. Die Neukombination zu Erucastrum nasturtiifolium (Poir.) O.E.Schulz wurde 1916 durch Otto Eugen Schulz in Botanische Jahrbücher für Systematik, Pflanzengeschichte und Pflanzengeographie. Leipzig 54, 3, Beiblätter 119, S. 56 veröffentlicht. Das Artepitheton nasturtiifolium bedeutet brunnenkresse-blättrig. 
Weitere Synonyme für Erucastrum nasturtiifolium (Poir.) O.E.Schulz sind: Brassica erucastrum L., Brassica nasturtiifolia Poir., Brassica nasturtiifolium Poir., Brassica obtusangula Bertol., Brassica obtusangula Rchb., Erucastrum obtusangulum (Schleich.) Rchb. f., Hirschfeldia obtusangula (Rchb.) Fritsch, Hirschfeldia obtusangula (Schleich.) Samp., Sinapis subbipinnatifida Lag.
Je nach Autor gibt es von Erucastrum nasturtiifolium etwa drei Unterarten:
- Erucastrum nasturtiifolium subsp. benacense F.Martini & F.Fen.: sie wurde 2005 aus Italien erstbeschrieben.[5]
- Erucastrum nasturtiifolium (Poir.) O.E.Schulz subsp. nasturtiifolium
- Erucastrum nasturtiifolium subsp. sudrei Vivant: Sie kommt nur in Spanien sowie Frankreich vor.[14]